# Porto di Los Cristianos
Il porto di Los Cristianos è un porto sull'Oceano Atlantico situato nella località di Los Cristianos, nel comune di Arona, nel sud-ovest dell'isola di Tenerife (Isole Canarie). È gestito dall Autorità Portuale di Santa Cruz de Tenerife.
L'area portuale di Los Cristianos occupa anche il primo posto in Spagna in termini di traffico passeggeri grazie ai suoi collegamenti con i porti delle isole di La Gomera, El Hierro e La Palma.